# Лицемер (фильм)
«Лицемер» (телугу బాద్‍షా, англ. Baadshah, также неофициально известен как «Бадшах») — индийский фильм режиссёра Срину Вайтлы на языке телугу, вышедший в прокат 5 апреля 2013 года.
Сюжет рассказывает о том, как сын криминального дона решает добраться до своего врага через невесту коррумпированного полицейского, но влюбившись в неё устраивает целое представление, чтобы отменить её свадьбу. Главные роли в фильме исполнили НТР младший и Каджал Агарвал.
Картина вошла в число самых кассовых фильмов на телугу, принеся создателям две SIIMA Awards. В 2014 фильм был показан на Фестивале азиатского кино в Осаке (англ. Osaka Asian Film Festival).
Перевод фильма на русский язык осуществлен по заказу компании Ред Медиа для показа на канале Индия ТВ.

## Сюжет
После серии взрывов в Мумбаи в 1993 году многие гангстеры бежали из Индии. Одним из них был Садху-бхай. Завоевав Сингапур, Гонконг, Малайзию, Филиппины, он стал крёстным отцом мафии Юго-Восточной Азии. Он недосягаем для полиции и в данный момент у него только один враг — Бадшах. Партнеру Садху, Роберту удается захватить Бадшаха, воспользовавшись предательством одного из его людей и используя его отца как приманку. Бадшаху удается победить людей Роберта и освободить отца. Однако за ним по-прежнему охотится полиция Индии и Гонконга.
Джанаки — индианка, живущая в Милане у своего дяди. Цель её жизни — помощь другим людям, и она считает, что каждый день должна сделать хотя бы одно доброе дело. Одним из таких дел должен стать сбор средств, но он идет не очень хорошо. Всё меняется, когда незнакомый парень (Бадшах) устраивает неподалеку целое представление. Вскоре Джанаки снова встречает его, когда он пытается покончить с собой, спрыгнув со скалы. Бадшах представляется девушке как Рама Рао и рассказывает историю о своей несчастной любви. Джанаки решает помочь ему и берёт под свою опеку. Однако всё это только план, чтобы завоевать сердце Джанаки, и вскоре Бадшаху это удается.
Но даже в Италии его продолжают искать люди Садху-бхая. Их вражда началась не так давно. Отец Бадшаха был человеком Садху-бхая и управлял его казино в Макао. Когда финансист Садху пропал в этом городе, найти его поручили Бадшаху. Тот за свою работу потребовал с Садху казино в свою собственность. Герою быстро удалось найти финансиста, так как на самом деле это он его похитил, подставив при этом сына местного дона Виктора. Виктор, обозленный на Бадшаха за убийство сына, раскрыл Садху правду о том, что его обманули. Когда Бадшаха не удалось убрать, Садху с помощью Аади, своего человека в полиции Индии, обвинил того в убийстве полицейских. Тогда Бадшах решил добраться до Садху через Аади, а до него через его невесту Джанаки. Но неожиданно сам в неё влюбился.
Чтобы расстроить свадьбу Джанаки и Аади, Рама Рао отправляется вместе с ней в Индию и нанимается к её отцу в качестве устроителя свадеб. Чтобы разрушить планы Садху-бхая, не привлекая к себе подозрений, он использует дядю Джанаки — Падманабу, которому приписывает все победы над людьми Садху. На церемонии Сангит Рама Рао подставляет Аади, что приводит к отмене свадьбы. Обозленные Аади, его отец и Садху-бхаи выбивают из Падманабы правду о том, кто стоит за всеми их неудачами. Чтобы отомстить, они решают убить главного инспектора и повесить его смерть на Бадшаха.

## В ролях
- НТР младший — Бадшах / Рама Рао
- Каджал Агарвал — Джанаки
- Ашиш Видьятхи[англ.] — «Дикий» Роберт (англ. Crazy Robert)
- Прадип Рават[англ.] — «Злобный» Виктор (англ. Violent Victor)
- Аджаз Хан[англ.] — «Беспощадный» Джонни (англ. Ruthless Johnny)
- Веннела Кишор[англ.] — Дасу, подопечный Джанаки
- Саяджи Шинде[англ.] — инспектор Рамчандар, дядя Джанаки
- Брахманандам[англ.] — инспектор Падманаба Симха, дядя Джанаки
- Нассер[англ.] — комиссар Джай Кришна Симха, отец Джанаки
- Таникелла Бхарани[англ.] — Гопи Кришна Симха, дядя Джанаки
- Брахмаджи[англ.] — Рама Кришна Симха, дядя Джанаки
- Рави Пракаш[англ.] — Радха Кришна Симха, брат Джанаки
- Судха[англ.] — Нирмала Симха, мать Джанаки
- Прагати[англ.] — Гаятри Симха, тётя Джанаки
- Сурекха Вани[англ.] — жена Падманабы
- Сатья Кришнан[англ.] — Суприя Симха, невестка Джанаки
- Риту Варма[англ.] — Инки, кузина Джанаки
- Келли Дорджи — Садху-бхаи, дон мафии
- Мукеш Риши — Дханрадж, отец Бадшаха
- Адитья Менон[англ.] — Ганеш, дядя Бадшаха по отцу
- Сухасини — мать Рамы Рао
- Чандрамохан — дядя Рамы Рао по матери
- Сиддхарт[англ.] — Сидху, сводный брат Рамы Рао (камео)
- Нагендра Бабу[англ.] — заместитель инспектора Балрам (камео)
- Навдип[англ.] — Аади, жених Джанаки
- Джая Пракаш Редди — отец Аади
- М. С. Нараяна — «Мститель» Нагешвар Рао, режиссёр (англ. Revenge Nageswara Rao)
- Сатьям Раджеш[англ.] — Сурья, помощник режиссёра
- Аджай[англ.] — Аджай, член банды Бадхаша
- Шафи[англ.] — член банды Бадхаша
- Мастер Бхарат[англ.] — организатор мероприятий
- Тагуботу Рамеш[англ.] — организатор мероприятий

## Саундтрек
| №                   | Название              | Текст песни         | Исполнители                                        | Длительность |
| ------------------- | --------------------- | ------------------- | -------------------------------------------------- | ------------ |
| 1.                  | «Sairo Sairo»         | Кришна Чайтанья     | Рахул Намбиар, Ранджит, Навин                      | 3:47         |
| 2.                  | «Diamond Girl»        | Рамаджогайя Шастри  | Силамбарасан, Сучитра                              | 4:14         |
| 3.                  | «Banthi Poola Janaki» | Рамаджогайя Шастри  | Далер Мехенди, Ранина Редди                        | 4:23         |
| 4.                  | «Baadshah»            | Вишва               | Хемачандра, Шефали Алварес, Гита Мадхури           | 3:48         |
| 5.                  | «Welcome Kanakkam»    | Бхаскарабатла       | Джасприт Джаз, Совмия Рао                          | 4:02         |
| 6.                  | «Rangoli Rangoli»     | Рамаджогайя Шастри  | Баба Сехгал, М.М. Манаси, Дивья Кумар, Сону Каккар | 3:33         |
| Общая длительность: | Общая длительность:   | Общая длительность: | Общая длительность:                                | 28:15        |

## Критика
| Рейтинги           | Рейтинги                                                                                |
| Издание            | Оценка                                                                                  |
| ------------------ | --------------------------------------------------------------------------------------- |
| The Times of India | 3 из 5 звёзд · 3 из 5 звёзд · 3 из 5 звёзд · 3 из 5 звёзд · 3 из 5 звёзд                |
| Deccan Chronicle   | 2,5 из 5 звёзд · 2,5 из 5 звёзд · 2,5 из 5 звёзд · 2,5 из 5 звёзд · 2,5 из 5 звёзд      |
| Idlebrain.com      | 3,25 из 5 звёзд · 3,25 из 5 звёзд · 3,25 из 5 звёзд · 3,25 из 5 звёзд · 3,25 из 5 звёзд |

Б. В. С. Пракаш из Deccan Chronicle отметил в фильме переизбыток комедии: «режиссёр подвергает насмешке своих коллег Рама Гопала Варму и Бояпати Срину через характер „Мстителя“ Нагешвара Рао в исполнении МС Нараяны и вызывает немного смеха, но заставлять Брахманандама поверить, что он находится в „мире грез“, было слишком, чтобы переварить. Даже сюжет вдохновлен тамильским хитом Камала Хасана в Kaakki Sattai, о том как герой входит в банду мафиози, чтобы разрушить их планы».
Сашидхар А. С. из The Times of India написал в своем отзыве: «фильм наполнен визуальным удовольствием и изяществом… История может быть шаблонной, но осталось достаточно места для развлекательных элементов», заключив, что «это удовольствие для любителей НТР. Но другие также могут наслаждаться этим фильмом, благодаря его комедийным сценам».
Картик Пасупате добавил, что «вся суть этого фильма в приколах, но вам нужно иметь IQ почётного фаната Нандамури, чтобы их оценить».
Сангита Деви из The Hindu заметила, что «здоровая доля редактирования сделала бы его [фильм] умнее и лучше… Довольно много сюжетных поворотов раскрыты заранее, и вы знаете, как фильм закончится».
В отзыве NDTV было сказано, что «повествование режиссёра Срину Вайтлы является гладким, но некоторые комедийные сцены выглядят растянутыми».

## Награды и номинации
| Награды и номинации | Награды и номинации            | Награды и номинации             | Награды и номинации                        | Награды и номинации | Награды и номинации         |
| Дата                | Награда                        | Категория                       | Номинант                                   | Результат           | Ссылки                      |
| ------------------- | ------------------------------ | ------------------------------- | ------------------------------------------ | ------------------- | --------------------------- |
| 8 июля 2014         | Filmfare Awards South (Телугу) | Лучшие стихи к песне            | Вишва («Diamond Girl»)                     | Номинация           | [ 11 ]                      |
| 8 июля 2014         | Filmfare Awards South (Телугу) | Лучший мужской закадровый вокал | Далер Мехенди («Banthi Poola Janaki»)      | Номинация           | [ 11 ]                      |
| 15 сентября 2014    | SIIMA Awards (Телугу)          | Лучшая женская роль             | Каджал Аггарвал                            | Номинация           | [ 12 ] [ 13 ] [ 14 ] [ 15 ] |
| 15 сентября 2014    | SIIMA Awards (Телугу)          | Лучшая комическая роль          | Брахманандам                               | Победа              | [ 12 ] [ 13 ] [ 14 ] [ 15 ] |
| 15 сентября 2014    | SIIMA Awards (Телугу)          | Лучшие стихи к песне            | Рамаджогайя Шастри («Banthi Poola Janaki») | Номинация           | [ 12 ] [ 13 ] [ 14 ] [ 15 ] |
| 15 сентября 2014    | SIIMA Awards (Телугу)          | Лучший мужской закадровый вокал | Силамбарасан («Diamond Girl»)              | Победа              | [ 12 ] [ 13 ] [ 14 ] [ 15 ] |
| 15 сентября 2014    | SIIMA Awards (Телугу)          | Лучший мужской закадровый вокал | Далер Мехенди («Banthi Poola Janaki»)      | Номинация           | [ 12 ] [ 13 ] [ 14 ] [ 15 ] |
| 15 сентября 2014    | SIIMA Awards (Телугу)          | Лучший женский закадровый вокал | Сучитра («Diamond Girl»)                   | Номинация           | [ 12 ] [ 13 ] [ 14 ] [ 15 ] |
| 15 сентября 2014    | SIIMA Awards (Телугу)          | Лучшая постановка боевых сцен   | Виджай                                     | Номинация           | [ 12 ] [ 13 ] [ 14 ] [ 15 ] |
| 15 сентября 2014    | SIIMA Awards (Телугу)          | Лучшая постановка танцев        | Шекхар («Diamond Girl»)                    | Номинация           | [ 12 ] [ 13 ] [ 14 ] [ 15 ] |